# Piemonte Football Club 1911-1912
Questa voce raccoglie le informazioni riguardanti il Piemonte Football Club nelle competizioni ufficiali della stagione 1911-1912.

## Stagione
I rosso-celesti sono ammessi a disputare la massima categoria dell'epoca.

## Rosa
| N. |                   | Ruolo | Calciatore        |
| -- | ----------------- | ----- | ----------------- |
|    | Italia (bandiera) | C     | Carlo Bigatto     |
|    | Italia (bandiera) | D     | Billio            |
|    | Italia (bandiera) | A     | F. Boggio I       |
|    | Italia (bandiera) | D     | P. Boggio II      |
|    | Italia (bandiera) | C     | Bruno             |
|    | Italia (bandiera) | C     | Cavanna           |
|    | Italia (bandiera) | C     | Dentis            |
|    | Italia (bandiera) | P     | Vittorio Faroppa  |
|    | Italia (bandiera) | A     | Fellia            |
|    | Italia (bandiera) | A     | Enrico Follis     |
|    | Italia (bandiera) | C     | Attilio Fresia    |
|    | Italia (bandiera) |       | Garzelli          |
|    | Italia (bandiera) | A     | Rodolfo Gavinelli |
|    | Italia (bandiera) |       | Jona              |
|    | Italia (bandiera) | A     | Lampiano          |
|    | Italia (bandiera) |       | Lops              |
|    | Italia (bandiera) | A     | Lungo             |
|    | Italia (bandiera) | D     | Marchisio         |

| N. |                   | Ruolo | Calciatore          |
| -- | ----------------- | ----- | ------------------- |
|    | Italia (bandiera) | A     | Attilio Margaritora |
|    | Italia (bandiera) | D     | Angelo Mattea       |
|    | Italia (bandiera) | C     | Michela             |
|    | Italia (bandiera) |       | Miglio              |
|    | Italia (bandiera) |       | Mortara             |
|    | Italia (bandiera) | A     | Guglielmo Moschino  |
|    | Italia (bandiera) | A     | Peruzzi I           |
|    | Italia (bandiera) | A     | Peruzzi II          |
|    | Italia (bandiera) | A     | Poli                |
|    | Italia (bandiera) | C     | Opezzo              |
|    | Italia (bandiera) | C     | Raviolo             |
|    | Italia (bandiera) |       | Ravano              |
|    | Italia (bandiera) | D     | Simonazzi           |
|    | Italia (bandiera) | C     | Spinoglio           |
|    | Italia (bandiera) | C     | Attilio Valobra II  |
|    | Italia (bandiera) |       | Valvassori          |
|    | Italia (bandiera) |       | Viale               |

## Risultati

### Prima Categoria

#### Girone di andata
| Arbitro: | Goodley (Torino) |

|                |           |                      |
| Cevenini I 12’ | Marcatori | 25’ (aut.) De Vecchi |

| Arbitro: | Varetto (Torino) |

|                             |           |                    |
| Simonazzi 55’ Peruzzi I 70’ | Marcatori | 80’ (rig.) Sarasso |

| Arbitro: | G.Gama (Milano) |

|                |           |                                                                         |
| Valobra II 70’ | Marcatori | 8’, 56’, 62’ Rampini I 62’ Milano II 87’ (aut.) Peruzzi I 88’ Ferraro I |

| Arbitro: | Scamoni (Torino) |

|                |           |                                   |
| Moschino s.t.’ | Marcatori | p.t.’ Debernardi II p.t.’ Rodgers |

| Arbitro: | Varetto (Torino) |

|                |           |                |
| Valobra II 32’ | Marcatori | 72’ Boiocchi I |

| Arbitro: | Malvano (Torino) |

|                                               |           |         |
| Miller 7’, 53’, 60’ Roberts 12’ Crocco II 40’ | Marcatori | p.t.’ ? |

| Arbitro: | Magni (Milano) |

|           |           |                                           |
| ??? p.t.’ | Marcatori | Reynert p.t.’, p.t.’, p.t.’ Besozzi s.t.’ |

| Genova 12 maggio 1912 8ª giornata | Andrea Doria    | 8 – 0 | Piemonte | Campo sportivo della Cajenna\| Arbitro: \| Mégard (Torino) \| |
| Arbitro:                          | Mégard (Torino) |       |          |                                                               |

| Arbitro: | Mégard (Torino) |

|  |           |              |
|  | Marcatori | Fossati Aebi |

#### Girone di ritorno
| Arbitro: | Visconti (Vercelli) |

|  |           |                                   |
|  | Marcatori | 48’, 70’ Bavastro II 85’ Van Hege |

| Casale Monferrato 17 dicembre 1911 11ª giornata | Casale | 2 – 0 | Piemonte | Campo sportivo Priocco |

| Arbitro: | Radice (Milano) |

|   |           |   |
| , | Marcatori | , |

| Arbitro: | Malvano (Torino) |

|                                      |           |  |
| Rubli .’ (rig.) Bachmann II Arioni I | Marcatori |  |

| Arbitro: | Piatti (Milano) |

|                      |           |       |
| Tonini 25’, 66’, 87’ | Marcatori | 80’ ? |

| 28 gennaio 1912 15ª giornata | Piemonte | 0 – 2 A tav. | Genoa |  |

| Arbitro: | Calì (Genova) |

|                                                        |           |                       |
| Reynert 50’ (rig.), 60’, 65’ Maffiotti 53’ Besozzi 75’ | Marcatori | Fresia 20’ Follis 80’ |

| Arbitro: | Ferraris (Torino) |

|            |           |                     |
| Fresia 82’ | Marcatori | 18’ Fava 65’ Capris |

| Arbitro: | Colombo (Milano) |

|                                        |           |           |
| 31’ Engler 70’, 77’ Bontadini 84’ Aebi | Marcatori | Fresia 4’ |

## Statistiche

### Statistiche di squadra
| Competizione    | Punti | In casa | In casa | In casa | In casa | In casa | In casa | In trasferta | In trasferta | In trasferta | In trasferta | In trasferta | In trasferta | Totale | Totale | Totale | Totale | Totale | Totale | DR  |
| Competizione    | Punti | G       | V       | N       | P       | Gf      | Gs      | G            | V            | N            | P            | Gf           | Gs           | G      | V      | N      | P      | Gf     | Gs     | DR  |
| --------------- | ----- | ------- | ------- | ------- | ------- | ------- | ------- | ------------ | ------------ | ------------ | ------------ | ------------ | ------------ | ------ | ------ | ------ | ------ | ------ | ------ | --- |
| Prima Categoria | 4     | 9       | 1       | 1       | 7       | 6       | 24      | 9            | 0            | 1            | 8            | 9            | 35           | 18     | 1      | 2      | 15     | 15     | 59     | -44 |

### Statistiche dei giocatori
| Giocatore      | Serie C  | Serie C |
| Giocatore      | Presenze | Reti    |
| -------------- | -------- | ------- |
| C. Bigatto     | ?        | ?       |
| . Billio       | ?        | ?       |
| F. Boggio I    | ?        | ?       |
| P. Boggio II   | ?        | ?       |
| . Bruno        | ?        | ?       |
| . Cavanna      | ?        | ?       |
| . Dentis       | ?        | ?       |
| V. Faroppa     | ?        | ?       |
| . Fellia       | ?        | ?       |
| E. Follis      | ?        | ?       |
| A. Fresia      | ?        | ?       |
| . Garzelli     | ?        | ?       |
| R. Gavinelli   | ?        | ?       |
| . Jona         | ?        | ?       |
| . Lampiano     | ?        | ?       |
| . Lops         | ?        | ?       |
| . Lungo        | ?        | ?       |
| . Marchisio    | ?        | ?       |
| A. Margaritora | ?        | ?       |
| A. Mattea      | ?        | ?       |
| . Michela      | ?        | ?       |
| . Miglio       | ?        | ?       |
| . Mortara      | ?        | ?       |
| G. Moschino    | ?        | ?       |
| . Peruzzi I    | ?        | ?       |
| . Peruzzi II   | ?        | ?       |
| . Poli         | ?        | ?       |
| . Opezzo       | ?        | ?       |
| . Raviolo      | ?        | ?       |
| . Ravano       | ?        | ?       |
| . Simonazzi    | ?        | ?       |
| . Spinoglio    | ?        | ?       |
| A. Valobra II  | ?        | ?       |
| . Valvassori   | ?        | ?       |
| . Viale        | ?        | ?       |